# Hanna Marin
Hanna Rivers (nata Marin, nella serie tv) o Hanna Olivia Marin (nei libri) è un personaggio immaginario protagonista della serie televisiva statunitense Pretty Little Liars, basata sull'omonima serie di romanzi di Sara Shepard. È interpretata da Ashley Benson e nella versione italiana è doppiata da Gemma Donati.

## Personaggio

### Caratteristiche fisiche
Prima della morte di Alison, Hanna era una ragazza sovrappeso che soffriva di bulimia nervosa (a causa della stessa Alison). Dopo la scomparsa della leader, Hanna è dimagrita e alcune caratteristiche fisiche si sono modificate nel tempo. Hanna non è molto alta e ha capelli biondi e occhi azzurri.
Hanna è il personaggio che ha visto in sé il cambiamento più forte dalla serie di libri alla serie televisiva. Nei romanzi Hanna è descritta come alta, dai capelli castano scuro e gli occhi nocciola. Nella serie tv è di media statura e bionda, con gli occhi azzurri.

### Carattere
Hanna è l'animo estetico e frivolo del gruppo. Amante della moda, dello shopping e della cucina, è dominata da un carattere impulsivo, testardo ed intraprendente. Sebbene inizialmente possa essere descritta come una ragazza decisamente frivola e superficiale, ha dimostrato con il passare delle stagioni di avere un carattere buono, dolce e sensibile alle esigenze e ai problemi altrui. É molto legata alla madre Ashley Marin, le due donne si aiutano e si sostengono a vicenda in ogni situazione quotidiana. Soprattutto nella quinta e nella sesta stagione della serie, Hanna ha dimostrato di avere ottime ed intelligenti intuizioni.

### Rapporti
Hanna aveva, come Emily, un rapporto molto forte con Alison. A differenza di Emily, però ,(che aveva con Alison una rapporto anche di tipo affettivo/attrattivo), Hanna ha come una sorta di devozione verso l'amica (probabilmente per averla fatta diventare una ragazza più popolare).
Con le amiche ha un ottimo rapporto, anche se a causa della sua impulsività e testardaggine nei momenti di disaccordo non esita a litigare. Sembra trovarsi particolarmente a proprio agio con Spencer (specialmente nelle indagini e nella risoluzione dei misteri) e con Aria, ma ha un buon rapporto anche con Emily (dalla quale è stata anche ospitata diverse volte).
Inizialmente, Hanna è legata sentimentalmente a Sean, ma si lasceranno quando Hanna, ricattata da -A, ballò ripetutamente con il suo amico Lucas, facendo ingelosire Sean.
Successivamente si innamora del nuovo arrivato in città, Caleb. Il ragazzo non ha una casa, così viene invitato a rimanere a casa di Hanna. Durante una notte in tenda, i due ragazzi si metteranno insieme.

## Serie Di Romanzi

### Giovani, Carine e Bugiarde
La storia introdotta parla di un gruppo di cinque ragazze di 15 anni, tra cui Hanna, e dei loro divertimenti durante la pausa estiva. Durante la notte del Labour Day però, Alison (capo del gruppo) sparisce misteriosamente nel nulla. Un anno dopo, le ragazze non si parlano più e ognuna ha voltato pagina nella propria vita. Nel frattempo, i genitori di Hanna divorziarono e il padre, Tom Marin, si risposò con una nuova donna, Isabel, la quale era già madre di un'adolescente di nome Kate. Una volta, Hanna e Alison decisero di andare a trovare Tom, trasferitosi ad Annapolis; l'unico risultato fu rattristare ulteriormente Hanna, dal momento che Alison creò un forte legame con Isabel. Hanna, da grassottella e impopolare, ha provato diverse attività al fine di cambiare se stessa ed il suo stile di vita. A 14 anni si iscrisse a Cheerleading, ma senza alcun successo. Tuttavia, Hanna stringe una forte amicizia con Mona Vanderwaal; le due decidono di dimagrire e cambiare il proprio stile per diventare popolari. Due anni dopo, le due ragazze diventarono taccheggiatrici e iniziarono a rubare diversi articoli dai negozi. Riceverà il primo sms da A quando sarà arrestata per un furto da Tiffany. Il misterioso killer la minaccia, ricordandole la prigione, il suo sovrappeso e suo padre.

## Serie Televisiva

### Stagione 1
Hanna era una ragazza sovrappeso derisa e snobbata dai compagni di scuola, prima che Alison la invitasse a entrare nel suo nuovo gruppo di amiche. Successivamente a ciò, Hanna è diventata grande amica di Aria, Emily e Spencer.
La notte del Labour day, Spencer organizza un pigiama party nel suo fienile. Aria si sveglia nel cuore della notte e fa notare ad Hanna ed Emily che Spencer e Alison non sono nel fienile. Poco dopo, Spencer entra nel capanno annunciando che Alison è scomparsa e afferma terrorizzata di averla sentita urlare.
Dopo la scomparsa di Alison, il gruppo si scioglie e Hanna, ormai libera dagli insulti della leader, riesce a perdere peso e, insieme alla sua nuova amica Mona Vanderwall diventa la nuova ragazza più popolare della scuola, prendendo il posto di Alison. In realtà Hanna è molto scossa della scomparsa dell'amica, dato che lei ed Emily erano quelle che le si erano più affezionate.
Poco dopo, i genitori di Hanna divorziano e il padre Tom si trova una nuova fidanzata, Isabel. Hanna continuerà a vivere con la madre a Rosewood.
Successivamente alla drammatica scoperta del corpo di Alison, Hanna partecipa al funerale, in cui si riunisce con le amiche. Dopo la messa, le ragazze ricevono un messaggio da uno sconosciuto che si firma -A e che dice "Sono ancora qui e so tutto!".
Hanna è preoccupata, poiché questo -A minaccia di rivelare a tutti la "cosa di Jenna", uno scherzo di Alison nei confronti di una compagna a cui Hanna aveva preso parte. In questo scherzo, Alison voleva ferire il vicino di casa Toby Cavannaugh nel garage, ma sbagliò mira e accecò sua sorella Jenna Cavannaugh.
A metà stagione scoprirà che la madre, per problemi economici, aveva rubato del denaro da una cassetta di sicurezza e lo stava nascondendo nei pacchi della pasta in dispensa. Ricattata da A (che minacciava di rivelare il furto) Hanna è costretta a passare il ballo scolastico con un amico, Lucas, per far ingelosire Sean in modo che colui la lasciasse.
Successivamente, Hanna si innamora del nuovo arrivato in città, Caleb Rivers con cui si fidanza e ha la sua prima volta per poi lasciarlo quando scopre che era una spia per conto di Jenna.

### Stagione 2
Stressata e terrorizzata dalla lotta contro A, Hanna viene costretta a frequentare una terapia di gruppo dalla Dottoressa Sullivan. Durante le sedute, Hanna rivedrà vari momenti in cui si renderà conto che Alison non era poi una così brava amica. Si rende conto che la ragazza l'aveva umiliata per anni, prendendola in giro per il peso o per la difficile situazione dei genitori.
Una sera Hanna viene informata che il probabile assassino di Alison, Ian, sia scampato alla lotta contro Spencer. Così, con le amiche, segue la fidanzata dell'uomo fino al nascondiglio, ma qui ha l'atroce visione di Ian steso a terra in un brodo di sangue. L'uomo si è suicidato.
In realtà, Hanna è la prima a capire che Ian è stato ucciso da A e decide di lavorare in una clinica frequentata da Jenna per capire se la ragazza è coinvolta nel mistero.
Hanna riceve un sms di A che le fa intendere che la Dottoressa Sullivan sia stata sepolta viva e poi uccisa. Terrorizzata, Hanna corre nel bosco a scavare ad un indirizzo che A le aveva assegnato per salvare la psicologa. In realtà è tutta una trappola di A: la polizia becca Hanna e le altre che scavano in una zona di indagini, così le amiche vengono arrestate.
Molto presto Hanna non accetterà di buon grado la relazione della sua amica Mona con Noel Kahn, il ragazzo più bello e popolare della scuola e più avanti si rimetterà (con l'aiuto di Lucas) con Caleb capendo che era sinceramente pentito per la storia con Jenna, più tardi capirà anche che Caleb è seriamente intenzionato ad aiutarla a risolvere il mistero intorno ad Alison.
Condannate tutte a lavori sociali Emily ed Aria intercettano una chiamata ad un call center (chiamato "telefono amico") che fa loro intendere che Lucas possa essere A. Le ragazze tentano di avvertire Hanna ma lei non le dà ascolto. Hanna si trovava sul lago proprio con Lucas per organizzare il compleanno di Caleb, e durante la gita in barca Hanna spinge Lucas in acqua, perché terrorizzata dal suo comportamento capisce che forse la paura delle sue amiche nei confronti di Lucas era fondata.
Durante la sera dello smascheramento di Mona come A, Hanna rimarrà al ballo in maschera salvo poi correre a salvare Spencer, tenuta in ostaggio da Mona.

### Stagione 3
Sono passati cinque mesi da quando le quattro amiche hanno scoperto che Mona Vanderwaal è "A" e Garrett Reynolds è l'assassino di Alison. Hanna ha trascorso le vacanze estive a prendere lezioni di cucina con Caleb.
Nel primo episodio, mentre le quattro ragazze fanno un pigiama party, scoprono che il corpo di Alison è stato trafugato e Emily poteva essere ritenuta responsabile perché, ubriaca, era sulla tomba all'una di notte. Le quattro amiche decidono di agire come se questo evento non fosse mai accaduto. In questo episodio, è rivelato che Hanna va a trovare Mona in segreto presso il centro in cui è stata internata. Alla fine dell'episodio, Hanna, Spencer, Aria ed Emily sono interrogate dalla polizia su quanto accaduto al cimitero e le quattro amiche affermano che hanno fatto un pigiama e quella sera si sono semplicemente addormentate.
Nel secondo episodio, Spencer suggerisce ad Hanna di continuare a visitare Mona per saperne di più su Jenna.
Durante una vendita di garage della chiesa, Hanna trova la giacca che Emily indossava la notte in cui il corpo di Alison è stato portato alla luce. Più tardi, Emily ed Hanna vanno ad una festa presso la chiesa con un piano per intrappolare "A". Quando si nascondono all'interno della chiesa sperando di trovare "A", si trovano faccia a faccia con il detective Wilden.
Nell'episodio 7, Hanna è visitata da Wilden, che gli chiede un campione del suo sangue. Hanna è preoccupata perché pensa di essere sospettata per l'omicidio di Alison.
Hanna si scusa con il padre di Alison per quello che ha fatto, e lei giura che non ha nulla a che fare con il corpo dissotterrato Alison ma lui rifiuta le sue scuse e ha detto che una vera amica non avrebbe mai fatto quello che lei ha fatto. Emily, Spencer, Aria e Hanna conoscono CeCe Drake, che si rivela essere una vecchia amica di Alison.
Nell'episodio 8, Hanna scopre da Wren che l'ospedale Radley prevede di inviare Mona in un altro ospedale. Tuttavia, Mona convince i medici a farla restare al Radley.
Nell'episodio 9, Hanna incontra Caleb e quando questo le chiede scusa e le promette di aiutarla a scoprire chi è A, i due si baciano e si rimettono insieme.
Nell'episodio 11, Cece Drake rivela a Spencer che Paige ha avuto un passato violento con Alison perché era ossessionato da Emily. Spencer è quindi convinta che l'assassino sia Paige.
Nell'episodio 12, dopo che Hanna, Aria e Spencer hanno avvertito Emily che Paige potrebbe essere "A" e l'assassino di Maya, Emily decide di non parlare con le ragazze. Più tardi, Emily mentre è in una casa sul lago insieme a Nate (cugino di Maya), scopre che Nate è in realtà assassino di Maya. Il suo vero nome è Lyndon James e lo accusa di averle portato via Maya. "Nate" tenta di ucciderla con un coltello, ma dopo una lotta, Emily uccide il ragazzo spingendo il coltello nel petto. Caleb, arrivato a salvare Emily, viene colpito al petto da A e portato in ospedale.
Hanna partecipa con le amiche alla festa di Halloween su un treno; tuttavia, due sgherri di "A" si trovano sul mezzo e rapiscono Aria per poi rinchiuderla in una bara insieme al cadavere di Garret. Terrorizzata, Aria scappa e ritrova le amiche, tranne Spencer che è stata colpita e nascosta dal secondo aiutante di A.
Nell'episodio 14, durante la notte, mentre dormiva, Hanna si svegliò con Mona accanto che le dice di essere stata dimessa dall'ospedale. Al liceo, Hanna trova il diario segreto di Alison con una pagina in cui parla di Byron. Alison infatti sapeva del tradimento di Byron e minacciava Aria di dirlo a tutti.
Nell'episodio 15, Hanna scopre che Lucas è stato molestato da Mona e che, come sarà liberato, nessuno sarà al sicuro. Lucas ha anche detto Hanna che a causa di tutto questo, ha lasciato Rosewood. Più tardi, dopo Spencer ha perso una gara di fronte Mona, Hanna affronta Mona e dice che sa di essere sempre "A", è solo un bugiardo, ogni volta che essa lo ha visitato a Radley era una perdita di tempo e non vuole vedere, sentire o addirittura conoscerla. Hanna Spencer torna a casa e una volta a Spencer, Hanna riceve un messaggio da "A" le ha detto che ha fatto un grosso errore da parte finalmente tagliando i legami con Mona. Ma Hanna ha detto Spencer non ha più paura di essa a tutti ora.
Negli episodi successivi, Hanna incontra Caleb con il padre, Jamie. Hanna avrà dei dubbi su Jamie e si chiede se il suo oscuro passato è veramente finito. 
In parallelo, Wilden molesta Ashley e la minaccia, dicendole di avvertire Hanna di smettere di indagare sul suo passato con Alison. Arrabbiata, Ashley investe Wilden con la sua auto e si sente in colpa perché crede di averlo ucciso.
Hanna torna a casa con la madre dopo aver trovato il corpo di Wilden scomparso. Ashley vuole chiamare la polizia, ma Hanna pensa che sarebbe stato inutile in quanto potrebbero ritenerla responsabile. Quando torna a casa il giorno dopo, Ashley le dice che pensa di aver visto Wilden nel centro della città e quindi potrebbe non essere morto. Hanna, presa dal panico, lancia la macchina di Wilden nel lago.
Hanna, Aria e Emily si chiedono cosa è successo a Spencer perché non è stata trovata ed è sparita.
Quando Hanna e la madre vanno in chiesa, che è in fase di ristrutturazione, Wilden arriva e dice loro di essere stato assente per andare a pescare.
Hanna dice alla madre che Spencer è stata rinchiusa al Radley e non è stato permesso di vedere nessuno, tranne la sua famiglia. Ashley si offre di cancellare il suo seminario a New York per stare con la figlia, ma Hanna insiste perché ci vada.
Nell'episodio 23, Hanna, Emily e Aria vedono Spencer al Radley e le dicono che la polizia ha trovato un corpo nei boschi. Tuttavia, Spencer ritiene che il corpo sia quello di Toby. Le tre ragazze vanno all'obitorio, scoprono il cadavere e vedono che non è Toby: il ragazzo è ancora vivo.
Nell'episodio 24, Hanna, Emily e Aria scoprono che Spencer fa parte del "Team A" ma solo per sapere chi è "La ragazza con il cappotto rosso" cioè BigA. Spencer rivela il loro piano per incastrare A. Quella sera, nel cottage nei boschi, Spencer e Toby aspettano "La ragazza con il cappotto rosso," mentre Aria, Hanna ed Emily stanno con Mona nel cottage. Mentre discutono, qualcuno dà fuoco al cottage. Più tardi, le quattro ragazze si svegliano di fuori della casetta. Mona e Hanna dichiarano che si tratta di Alison che ha salvato loro la vita.
Tornati a Rosewood, le ragazze vedono che su Main Street è parcheggiata l'auto di Wilden, ancora scomparso.

### Stagione 4
Mona prende la cassetta della videosorveglianza di Wilden e la condivide con le ragazze. Passano tutta la notte a chiedere a Mona tutto quello che sa. Mona dicedi essere stata lei ad aver dato da Hanna l'auto di Wilden e che Shana e Jenna sono innamorate l'una dell'altra. Inoltre afferma che CeCe è venuta a visitarla al Radley e li per lì la aveva scambiata per Alison; ha assunto Toby in "Squadra A". Tuttavia non sa chi sia stato a spingere Ian dal campanile nella prima stagione.
La mattina dopo, Mona porta le quattro amiche nella tana di "A", un camper, e Hanna pensa che mona fosse uno dei due sgherri di A presenti sul treno di Halloween. Tuttavia, Mona non era sul treno e mostra un video in cui vedono Wilden nel costume della Donna di Cuori che parla ad un'altra persona mascherata. Mona dice loro che l'altra Donna di Cuori è Melissa. Le ragazze scoprono che Jessica DiLaurentis, la madre di Alison, è tornata a Rosewood per vivere nella sua vecchia casa.
Al funerale di Wilden, Hanna scopre che sua madre è probabilmente il nuovo obiettivo di "A".
Viene assunta al posto di Wilden la detective Tunner, che sospetta il coinvolgimento della madre di Hanna nell'omicidio. Hanna è convinta dell'innocenza della madre, ma quando la donna torna a Rosewood, Hanna capisce che sta nascondendo qualcosa e capisce che non è mai andata a New York ma è sempre rimasta a Rosewood. Comincia quindi a credere che sua madre sia coinvolta nell'omicidio del Detective Wilden.
Un giovane, di nome Travis, annuncia ad Hanna che era presente quando Wilder è stato ucciso e che crede nell'innocenza di Ashley Marin. Rivela anche che Wilden è stato ucciso da CeCe Drake.
Emily viene rapita da Cappotto rosso, che tenta di ucciderla. Le ragazze capiscono che ci sono tre cappotto rosso: CeCe Drake, che sta cercando di uccidere Emily, Alison (che ha portato le ragazze fuori dal capanno incendiato) e BigA.
Nella puntata speciale di Halloween, le ragazze sono a Ravenswood per partecipare ad un festival locale, convinti che Alison sarà presente alla festa. Intanto, Caleb, che è sul bus per raggiungere le ragazze a Ravenswood, fa amicizia con una ragazza scappata di casa, Miranda e si offre di aiutarla a trovare il suo unico zio a Ravenswood. Nel cimitero della cittadina, le amiche trovano Alison: la ragazza è viva.
Nell'episodio 14, mentre le ragazze stanno studiando la vera identità del corpo che è stato scambiato per quello di Alison, Hanna è lieta di apprendere che Caleb è tornato in città dopo aver trascorso diverse settimane a Ravenswood con Miranda. Hanna si accorge che il ragazzo è cambiato da quando è stato a Ravenswood; sembra impaurito e sconvolto.
Hanna inizia ad uscire con Travis intanto.
Nell'ultimo episodio della stagione 4, Alison dà appuntamento alle 4 amiche a New York, per rivelare loro cosa è successo veramente la notte della sua scomparsa. In primo luogo flashback, vediamo Ali e Ian all'Hilton Head, il giorno prima della sua morte, quando Melissa dice a Ian che lei sa che lui la tradisce con Ali. Mentre discutono, Ali fa una copia di tutti i video Ian e frettolosamente lascia l'albergo prima di Ian. Tornata a Rosewood, ha minacciato Jenna dicendole che se lei non avesse smesso di inviarle sms anonimi, avrebbe trasmesso il video in cui Jenna obbliga Toby ad andare a letto con lei. Tuttavia Alison scoprì che Jenna non era A e che il vero assassino aveva intenzione di ucciderla la sera stessa.  La sera della sua "morte", mentre stava per unirsi alle sue amiche al fienile per il pigiama party, Jessica DiLaurentis vietò ad Ali di andare dalle amiche. Tuttavia, Ali sguscia fuori per unirsi ai suoi amici. Arrivata nel fienile, Ali mette dei sonniferi nei bicchieri delle amiche. Una volta addormentate, Alison ha colto l'occasione per uscire dalla stalla e va da Ian per dirgli di smettere di mandargli gli sms anonimi. Alison minaccia di diffondere tutti i video che ha trovato sul suo computer. Ian mette fine alla loro relazione. Dopo aver visto Toby, Alison è andata a vedere Ezra. Dopo aver visto tutte queste persone, Alison torna al fienile: le amiche dormivano, così è uscita di nuovo. Tuttavia, Spencer era sveglia e aveva iniziato a litigare con lei. Durante la loro lotta, Ali scopre che Spencer era sotto l'influenza di sostanze stupefacenti -, per questo i sonniferi non avevano avuto alcun effetto su di lei. Mentre accompagna Spencer nel fienile, Alison va a casa pensando vincere contro "A".
Tuttavia, Jessica DiLaurentis vede dalla finestra del soggiorno e si arrabbia perché lei le ha disobbedito. In quel momento, qualcuno getta una pietra sulla testa di Alison. Sconvolta da questa immagine, Jessica DiLaurentis ha sepolto sua figlia nel cortile, anche se Alison era ancora viva. Per fortuna, passò di li la signora Grunwald e vedendo il braccio di Alison spuntare dal terreno, le salvò la vita e le permise di lasciare la città. Alison spiega alle sue amiche che è stata lei ad aver spinto Ian giu dal campanile per salvare Spencer. Mentre parlano, Aria, Spencer, Hanna, Emily e Alison vengono scoperte da "A", che le aspetta con una pistola in mano. Le ragazze scappano sul tetto dell'edificio e vedono correre Ezra verso di loro: sta cercando di salvarli. Ezra dice di sapere chi è "A", ma in quel momento viene colpito. "A" coglie l'occasione per fuggire.
A Rosewood, la madre di Alison viene uccisa da BigA e viene sepolta nel giardino di Spencer.

### Stagione 5
Dopo il ritorno di Alison, Hanna appare sofferente alla sua sola presenza, inoltre il ritorno di Caleb con cui inizia a bere non l'aiuta granché.
Le ragazze capiscono che Alison è diventata un pericolo per loro; decidono di confessare tutta la verità alla polizia in modo da poter tagliare i ponti con Alison e le sue bugie, ma mentre sono in procinto di entrare al distretto A manda loro un video in cui dimostra di avere altre prove per screditare la confessione delle ragazze.
Il giorno dopo, Hanna e le altre si alleano con Mona per distruggere Alison e le sue pericolose menzogne. Mona ha radunato molte prove che dimostrano che Alison sia Big A. La ragazza telefona ad Aria e alle altre e le invita a casa sua per dirglielo. Purtroppo, -A entra in casa e dopo una violenta lotta, uccide Mona.
Dopo che Alison viene dichiarata colpevole dell'omicidio di Mona, Hanna e successivamente anche le altre Liars vengono arrestate per averla protetta. Mentre sono sul furgone cellulare in viaggio per la prigione, A le intercetta e dopo averle narcotizzate le rapisce.
Hanna si risveglia in una camera da letto arredata di tutto punto e sente una voce (proveniente da un altoparlante) che le fa capire di essere rinchiusa, insieme alle amiche, nella "casa delle bambole" di -A. Le ragazze, mentre cercano di esplorare la casa, vedono una ragazza bionda mascherata suonare un pianoforte. Questa si toglie la maschera e si rivela essere Mona, ancora viva. La ragazza era stata solamente rapita da -A, il quale aveva simulato la sua morte.
-A obbliga le ragazze a progettare e simulare un finto ballo studentesco, fornendo loro anche abiti, bevande e festoni. La sera del ballo, -A si rivela alle ragazze, ma mentre si avvicina a loro, Aria mette in funzione un dispositivo che interrompe la corrente e confonde -A, permettendo loro di scappare. Hanna e le altre escono dalla casa, ma scoprono con orrore che questa è circondata con una recinzione elettrificata alta oltre dieci metri. Frustrate, le ragazze capiscono di essere ancora nelle grinfie di A.

### Stagione 6

#### Prima Parte (6A)
-A punisce le ragazze per aver tentato la fuga tenendole chiuse fuori dalla DollHouse, sotto la pioggia ed il freddo, per tre giorni, senza cibo ne acqua. Successivamente, le obbligherà a rientrare nelle loro camere, dove tutte verranno torturate fisicamente e psicologicamente. Uscite dalle stanze, le ragazze sono distrutte, terrorizzate e sconvolte, a tal punto da promettersi di non parlare con nessuno dell'orribile esperienza subita. Spencer ammette di aver avuto un sogno in cui i cubi giocattolo con lettere compongono un nome: Charles, svelando così l'identità di BigA. Le ragazze notano A preparare un'altra stanza, per Alison. In effetti, la ragazza si trova con Caleb, Toby ed Ezra nei pressi della casa con l'obiettivo di liberare e salvare le sue amiche, facendo da esca. Durante l'interruzione di corrente notturna, le Liars entrano nel covo di Charles è appiccano il fuoco. Charles attiva l'allarme antincendio per spegnerlo. Alison e i ragazzi sentono un allarme e del fumo provenire dal sottosuolo. Le Liars corrono attraverso il corridoio, trovando una Mona completamente sporca intrappolata in una buca e la salvano. Alison, Ezra, e Caleb trovano una porta chiusa a chiave e aprendola, dal suo interno, ne escono Mona e le Liars. La polizia arriva, e le ragazze vengono riunite ai loro amati. Uno dei poliziotti trova un'altra ragazza nella casa delle bambole, il suo nome è Sara Harvey. Sconvolta, Hanna arriva a casa e abbraccia sua madre, decidendo di demolire e rifare da zero la propria stanza per non avere più ricordi dell'incubo passato nella DollHouse. Inizialmente, sarà talmente terrorizzata dall'accaduto tanto da abbandonare le indagini su chi possa essere Charles DiLaurentis. Tuttavia, quando il padre di Alison confessa che Charles era loro fratello, Hanna deciderà di indagare e scopre che Charles, internato al Radley in tenera età per aver cercato di annegare Alison, è stato dichiarato morto all'età di 16 anni. Tuttavia, Hanna non ci crede e pensa ad una trappola di BigA stesso per sviarle. Infatti, Hanna e Mona scopriranno che, la notte della scomparsa di Alison, Charles e Bethany Young erano entrambi fuggiti dal radley, rivelando così che Charles è ancora vivo ed è A. Hanna riceve una misteriosa borsa di studio da una società chiamata Carissimi Group. Non convinta di questa storia, scopre che la Carissimi Group altro non è che il fondo monetario di A. Durante la serata dell'ultimo ballo di scuola superiore, A si presenta alla festa e incontra Alison, rapendola per poterle parlare in privato e per rivelarsi a lei, e quindi a sua sorella. Le ragazze, preoccupate per Alison, la seguono e grazie a Mona scoprono dove Charles ha portato Alison. All'interno della Carissimi Group, tramite telecamere, vedono in diretta la confessione di A ad Alison: CeCe è A, e, nata Charles, si è poi rivelata transgender a 16 anni, diventando Charlotte. Ammette di aver colpito Alison alla testa, quella notte, perché convinta che fosse Bethany (intenta ad uccidere sua madre) per difesa. Confessa inoltre di aver iniziato con Mona la propria attività di A come vendetta nei confronti di Hanna, Aria, Emily e Spencer perché le ragazze erano contente della scomparsa di Alison. Dopo aver confessato, corre sul tetto e tenta il suicidio, ma viene convinta a rinunciare da Alison in lacrime, che ammette di aver perdonato la sorella per le torture inflittole e dichiara di volerle bene comunque. Poco dopo, la polizia arresta Charlotte e Sara Harvey (che si scopre essere Cappotto Rosso). Le ragazze, ormai libere per sempre da A, si salutano con un abbraccio e partono ognuna per il proprio college. 

#### Seconda Parte (6B)
Sono passati cinque anni da quando le ragazze sono partite e nel frattempo Hanna, trovato lavoro all'interno di una prestigiosa casa di moda a New York, si è impegnata sentimentalmente con Jordan Hobart. Hanna tornerà a Rosewood insieme alle sue amiche su richiesta di Alison, che le supplica di testimoniare a favore del rilascio di Charlotte dall'ospedale psichiatrico. Nonostante il terrore suscitatole dalle torture subite, Hanna testimonierà a favore. Il giudice approva il rilascio di Charlotte con quattro testimonianze a favore e una a sfavore (quella di Aria); tuttavia, la sera del rilascio, Charlotte scompare e la mattina seguente viene ritrovata morta davanti alla chiesa con un bouquet di lillà in mano. Sconvolta, Hanna deciderà di fermarsi a Rosewood per consolare Alison. Quando la polizia informerà le ragazze che quello di Charlotte non è stato un suicidio, ma un omicidio (la ragazza è stata colpita all'osso del collo e poi scaraventata giù dal campanile), Hanna proverà a risolvere il mistero, iniziando nuovamente a ricevere sms anonimi da un nuovo ricattatore che ha come obiettivo quello di scoprire chi ha ucciso Charlotte. AQ differenza dei messaggi precedenti, questi non sono firmati da A, ma sono solo corredati di alcune Emoticons. Sfruttando il fatto che sua madre, Ashley, è diventata la proprietaria e direttrice del Radley (ora un Hotel di lusso), Hanna scopre che Sara Harvey ha affittato una stanza per un periodo di tempo indeterminato. Spiando la ragazza e indagando nella sua camera, Aria e Spencer scoprono un passaggio segreto, costruito quando il Radley era ancora un manicomio, che conduce ai sotterranei dell'edificio. Nel frattempo, guardando i filmati della telecamera di sorveglianza di quella notte, Hanna vede Aria lasciare l'albergo intorno all'ora dell'omicidio. Terrorizzata, Hanna trasferisce il filmato su un supporto esterno cancellandolo dalla telecamera. Sua madre la scopre ma decide di coprirla, e quando la polizia chiederà spiegazioni sulla mancanza del filmato, Ashley distruggerà il supporto. Spencer e Mona percorrono il passaggio segreto fino ai sotterranei e, all'interno di una porta murata, trovano un archivio pieno di cartelle di ex pazienti del Radley. Fra le altre, ne trovano una che parla di una misteriosa donna di nome Mary Drake, che sarebbe l'ipotetica vera madre di Charlotte. In seguito al suo ricovero, avrebbe dato la bambina in adozione alla sorella, Jessica DiLaurentis (madre di Alison). Sconvolte dall'esistenza di una sorella di Jessica, le ragazze sono messe alle strette dall'anonimo ricattatore, che pretende che le ragazze gli consegnino l'omicida di Charlotte. Pur non sapendo chi sia l'assassino, insieme decidono di organizzare un piano per smascherare questa persona. Hanna si offre volontaria come esca per attirare l'anonimo al Lost Wood Resort, un misterioso motel sperduto nel bosco, confessando di essere lei il killer in modo da trarre il ricattatore in una trappola, mentre le altre ragazze (insieme a Toby, Ezra e Caleb) aspettano fuori dalla stanza. Dopo una lunga attesa non si presenta nessuno e il gruppo decide di rinunciare. Tuttavia, entrati nella stanza, Hanna è scomparsa e le ragazze ricevono un nuovo sms, ("Grazie per avermi consegnato Hanna"), stavolta firmato da un certo A.D. I ragazzi capiscono che il killer di Charlotte ha giocato d'anticipo sia su di loro che sull'anonimo ricattatore, rapendo Hanna ancor prima che l'autore dei messaggi con Emoticons potesse farlo. Capiscono dunque che Hanna è in balia di un assassino, e non di un ricattatore. Disperati e terrorizzati, riguardano i filmati di Mona di pochi minuti prima per capire come il killer sia potuto entrare al resort. Ad un certo punto, nel filmato vedono una donna identica a Jessica DiLaurentis correre disperata nei boschi all'inseguimento di qualcuno (probabilmente del rapitore di Hanna) per poi rinunciare. Nella scena finale, Hanna viene mostrata priva di sensi stesa a terra e sporca di sangue, trascinata da una figura misteriosa lungo il campanile della chiesa con un bouquet di lillà in mano, come quello che aveva Charlotte quando è stata trovata uccisa.

### Stagione 7
A.D, l'assassino di Charlotte, fa credere alle Liars di aver ucciso Hanna nella stessa maniera con cui ha ucciso Charlotte; per cui, le ragazze, sentendo suonare le campane funebri del campanile, corrono per cercare di salvare Hanna prima che sia troppo tardi. Arrivati in cima, vedono il corpo di Hanna appeso alle corde delle campane. In lacrime, le ragazze, tirano giù il corpo per cercare di rianimarla. Per fortuna, scoprono che si tratta solo di un manichino con la maschera di Hanna. La vera Hanna si risveglia coperta di sangue in una bunker segreto nel bosco, al buio, dove viene torturata con getti d'acqua fredda, candeggina e scosse elettriche indotte da elettroshock. Distrutta e terrorizzata, Il misterioso ricattatore, infuriato per la trappola, avvisa che se entro un giorno non sarà condotto dall'assassino di Charlotte, ucciderà Hanna in quanto consapevole di dove è stata rinchiusa. Le ragazze provano a risolvere il mistero in 24 ore. Emily va a trovare Alison, internata in una casa di cura, per scoprire se è stata lei ad uccidere sua sorella. Inoltre, entra di nascosto in casa sua e trova una giacca rossa, la stessa che la ragazza indossava la notte dell'omicidio di Charlotte, quando Aria l'aveva vista entrare nel campanile della chiesa. Pertanto, i sospetti ricadono su Alison. Quella sera stessa, intanto, Spencer riceve la visita di Mary Drake, la gemella di Jessica DiLaurentis, dalla quale scopre che lei e la sorella non andavano d'accordo. Nel frattempo, Hanna ha un sogno in cui Spencer è accanto a lei nel bunker e le suggerisce di cercare meglio un'uscita. Svegliata, si accorge di un piccolo condotto; percorrendolo a fatica e con le unghie, Hanna riesce ad evadere ma non capisce dove si trova. Devastata, si apposta sul ciglio della strada pregando le macchine di fermarsi ad aiutarla. L'unica a fermarsi davanti a lei è Mary.

### Pretty Little Liars: The Perfectionists
È stato rivelato dopo il terzo episodio che Hanna e Caleb avevano un bambino di nome Aidan.

### Pretty Little Liars: Original Sin
Nel quinto episodio della seconda stagione, Tabby e Imogen irrompono nell'ufficio della dottoressa Sullivan e rovistano nei fascicoli della clinica privata, trovandone alcuni su Hanna, Aria Montgomery, Spencer Hastings ed Emily Fields.